# کلیوچی (استان آمور)
کلیوچی (به لاتین: Klyuchi) یک منطقهٔ مسکونی در روسیه است که در استان آمور واقع شده‌است.